# Pakistanische Frauen-Cricket-Nationalmannschaft in Australien in der Saison 2022/23
Die Tour der pakistanischen Frauen-Cricket-Nationalmannschaft nach Australien in der Saison 2022/23 fand vom 16. bis zum 29. Januar 2023 statt. Die internationale Cricket-Tour war Bestandteil der Internationalen Cricket-Saison 2022/23 und umfasste drei WODIs und drei WTwenty20s. Die WODIs sind Teil der ICC Women’s Championship 2022–2025. Australien gewann die WODI-Series mit 3-0 und die WTwenty20-Serie 2–0.

## Vorgeschichte
Australien bestritt zuvor eine Tour in Indien, Pakistan gegen Irland. Das letzte Aufeinandertreffen der beiden Teams bei einer Tour fand in der Saison 2014 in Australien statt.

## Stadien
Die folgenden Stadien wurden für die Tour ausgewählt.
| Stadion            | Stadt    | Kapazität | Spiele           |
| ------------------ | -------- | --------- | ---------------- |
| Allan Border Field | Brisbane | 2.500     | 1. & 2. WODI     |
| Manuka Oval        | Canberra | 12.000    | 3. WT20          |
| Bellerive Oval     | Hobart   | 20.000    | 2. WT20          |
| North Sydney Oval  | Sydney   | 16.500    | 3. WODI; 1. WT20 |

## Kaderlisten
Pakistan benannte seine Kader am 14. Dezember 2022. Australien benannte seinen ODI-Kader am 22. Dezember 2022.
| WODI | WODI | WTwenty20 | WTwenty20 |
| Australien | Pakistan | Australien | Pakistan |
| --- | --- | --- | --- |
| - Meg Lanning (K) - Tahlia McGrath (VK) - Darcie Brown - Nicola Carey - Ashleigh Gardner - Kim Garth - Jess Jonassen - Alana King - Phoebe Litchfield - Beth Mooney (wk) - Ellyse Perry - Megan Schutt - Annabel Sutherland | - Bismah Maroof (K) - Aliya Riaz - Ayesha Naseem - Diana Baig - Fatima Sana - Ghulam Fatima - Kainat Imtiaz - Muneeba Ali (wk) - Nashra Sandhu - Nida Dar - Omaima Sohail - Sadaf Shamas - Sadia Iqbal - Sidra Ameen - Sidra Nawaz (wk) - Tuba Hassan | - Meg Lanning (K) - Alyssa Healy (VK) - Darcie Brown - Ashleigh Gardner - Kim Garth - Heather Graham - Grace Harris - Jess Jonassen - Alana King - Tahlia McGrath - Beth Mooney (wk) - Ellyse Perry - Megan Schutt - Annabel Sutherland - Georgia Wareham | - Bismah Maroof (K) - Aiman Anwer - Aliya Riaz - Ayesha Naseem - Diana Baig - Fatima Sana - Javeria Khan - Muneeba Ali (wk) - Nashra Sandhu - Nida Dar - Omaima Sohail - Sadaf Shamas - Sadia Iqbal - Sidra Ameen - Sidra Nawaz (wk) - Tuba Hassan |

## Tour Matches
| 13. Januar Scorecard | Brisbane (ABF) | Governor General’s XI 235 (49.3)          | – | Pakistan 182 (44.4) |
|                      |                | Governor General’s XI gewinnt mit 53 Runs |   |                     |

## Women’s One-Day Internationals

### Erstes WODI in Brisbane
| 16. Januar Scorecard | Brisbane (ABF) | Pakistan 160-8 (40/40)                        | – | Australien 158-2 (28.5/40) |
|                      |                | Australien gewinnt mit 8 Wickets (D/L method) |   |                            |

Australien gewann den Münzwurf und entschied sich als Feldmannschaft zu beginnen. Als Spielerin des Spiels wurde Phoebe Lichtfeld ausgezeichnet.

### Zweites WODI in Brisbane
| 18. Januar Scorecard | Brisbane (ABF) | Pakistan 125 (43)                 | – | Australien 129-0 (19.2) |
|                      |                | Australien gewinnt mit 10 Wickets |   |                         |

Pakistan gewann den Münzwurf und entschied sich als Schlagmannschaft zu beginnen. Als Spielerin des Spiels wurde Darcie Brown ausgezeichnet.

### Drittes WODI in Sydney
| 21. Januar Scorecard | Sydney (NSO) | Australien 336-9 (50)           | – | Pakistan 235-7 (50) |
|                      |              | Australien gewinnt mit 101 Runs |   |                     |

Pakistan gewann den Münzwurf und entschied sich als Feldmannschaft zu beginnen. Als Spielerin des Spiels wurde Beth Mooney ausgezeichnet.

## Women’s Twenty20 Internationals

### Erstes WTwenty20 in Sydney
| 24. Januar Scorecard | Sydney (NSO) | Pakistan 118 (20)                | – | Australien 119-2 (13.4) |
|                      |              | Australien gewinnt mit 8 Wickets |   |                         |

Pakistan gewann den Münzwurf und entschied sich als Schlagmannschaft zu beginnen. Als Spielerin des Spiels wurde Megan Schutt ausgezeichnet.

### Zweites WTwenty20 in Hobart
| 26. Januar Scorecard | Hobart | Pakistan 96-7 (20)               | – | Australien 100-2 (12.4) |
|                      |        | Australien gewinnt mit 8 Wickets |   |                         |

Pakistan gewann den Münzwurf und entschied sich als Feldmannschaft zu beginnen. Als Spielerin des Spiels wurde Beth Mooney ausgezeichnet.

### Drittes WTwenty20 in Canberra
| 29. Januar Scorecard | Canberra | Australien | – | Pakistan |
|                      |          | Abgesagt   |   |          |

## Auszeichnungen

### Player of the Series
Als Player of the Series wurden der folgende Spieler ausgezeichnet.
| Serie | Player of the Series |
| ----- | -------------------- |
| WODI  | Beth Mooney          |
| WT20  | Alana King           |

### Player of the Match
Als Player of the Match wurden die folgenden Spielerinnen ausgezeichnet.
| Spiel   | Player of the Match |
| ------- | ------------------- |
| 1. WODI | Phoebe Litchfield   |
| 2. WODI | Darcie Brown        |
| 3. WODI | Beth Mooney         |
| 1. WT20 | Megan Schutt        |
| 2. WT20 | Beth Mooney         |
| 3. WT20 | –                   |